# Edizioni Pendragon
Edizioni Pendragon è una casa editrice italiana nata ufficialmente nel novembre 1994 a Bologna.
È un grande editore secondo i criteri ISTAT, avendo pubblicato più di 2000 titoli in 26 anni in molti campi fra cui narrativa, poesia, saggistica in psicologia, storia e filosofia, cataloghi d'arte, architettura, teatro e tradizioni locali.

## Pubblicazioni periodiche e monografie d'opera
La casa editrice cura le pubblicazioni della Società Italiana di Storia della Filosofia, dell'Istituto storico Parri, della Fondazione Ranieri di Sorbello dell'Archivio Alfredo Panzini, nonché le monografie d'opera in collaborazione col Maggio Musicale Fiorentino e il Teatro Comunale di Bologna.
Tra i periodici pubblica Argo, Quaderni di Giustizia e Organizzazione, Minima Astrologica, Rendiconti, Versodove, Zone Moda Journal e Rivista Italiana di Dialettologia (definita dalla Treccani «vera pietra miliare della tradizione linguistica italiana»).
Dal 1999 pubblica gli scritti di Roberto Roversi col quale ha curato anche la ristampa completa di Officina, di Pier Paolo Pasolini.

## Premi letterari
Tra le pubblicazioni vincitrici di concorsi, si ricordano Le voci sotto di Giulia Massini (migliore opera prima al Premio Frignano 2005), Le donne spariscono in silenzio di Matteo Marchesini (premio Iceberg 2005), La percezione della zona di Luca Michelini (premio nazionale di letteratura e comunicazione l'America 2008), A mani alzate di Mauro Parrini (premio internazionale Torino in Sintesi 2010), I giardini venuti dal vento di Maria Gabriella Buccioli (premio Grinzane Cavour 2004), È già sera, tutto è finito di Tersite Rossi (premio Alessandro Tassoni 2011 e premio Penna d’Autore 2011), Umarellis 2.0 di Danilo Masotti (premio Satira Politica Forte dei Marmi 2017), Tango down di Livia Sambrotta (premio Garfagnana in  Giallo - menzione Speciale Classic 2017), A testa bassa di Mauro Parrini (Premio internazionale Torino in Sintesi 2022).
Sempre tra le opere edite dalla Pendragon, si menzionano La bambina stanca e altri racconti di Renata Adamo (al cui interno contiene il racconto Regina Maharaba, premio Hans Christian Andersen Baia delle Favole 2009), Verde napoletano di Letizia Triches (semifinalista del premio Scerbanenco 2009), L'altra faccia della luna di Sergio Sormani (quarto posto al premio Agenda dei Poeti - sezione romanzi - 2011) La rivoluzione di Arturo di Massimiliano Venturini (finalista al premio San Domenichino – Città di Massa Carrara nel 2014 e terzo posto al premio Bukowski 2015), La miseria della democrazia ovvero la democrazia della miseria di Antonella Presutti e Simonetta Tassinari (finalista del premio Carver - sezione saggistica - 2016), Pittrici della rivoluzione. Le allieve di Jacques-Louis David di Monica Manfrini (finalista al premio Il Paese delle donne - sezione Arti visive).

## Autori
La casa editrice ha pubblicato il romanzo d'esordio di Helga Schneider (vincitrice del premio Letterario Chianti 2000, del premio Elsa Morante Ragazzi 2003, del premio Renato Benedetto Fabrizi 2010 e del premio Ceppo per l'Infanzia 2014).
Sempre tra i suoi autori si annoverano Vittorio Franceschi (vincitore del premio Riccione, premio IDI, Premio Ubu, premio ETI gli Olimpionici del Teatro, premio Hystrio, premio Enrico Maria Salerno, premio Taormina Arte, premio della Critica, targa Saint-Vincent, targa Paolo Volponi, premio Nettuno d'oro), Giulia Massini (premio Campiello Giovani 1997, concorso nazionale Marco Cardellini - sezioni giovani - 1998 e premio Frignano 2005), Maurizio Garuti (premio Riccione 1982 e premio Idi 1983), Gabriella Sessa (premio “Ma adesso io" 1999), Valentina Olivato (premio Campiello Giovani 2001), Enrico Roncarati (premio Fiumbosc 2003), Romano De Marco (premio "Lomellina in giallo" 2012 e premio dei lettori del Noir Scerbanenco 2017), Gabriele Cremonini (Premio Rhegium Julii 2006), Gianluca Morozzi (Premio Micheluzzi).